# Antvorskov Kirke
Antvorskov Kirke er indviet 10.april 2005 og afløste en vandrekirke, som gennem 14 år rummede sognets gudstjenesteliv..
Der er nedlagt flere grundsten, hvoraf den ene stammer fra Sankt Peders Kirke, som er det sogn, hvorfra Antvorskov Sogn er udskilt. De øvrige grundsten kommer fra det gamle Antvorskov Kloster.
Kirken er tegnet af Arkitektgruppen Regnbuen, Århus, ved arkitekt M.A.A. Anders Bové Christensen.

## Interiør
Alterbordets højre ben er muret op af munkesten fra det gamle Antvorskov Kloster. Bordpladen er af bornholmsk granit.
Døbefonten er af bornholmsk granit og udført af kunstneren Ole Hempel, 1944-03-04 – 2007-04-18. Dåbsfadet i rustfrit stål er også udført af Ole Hempel og doneret af Slagelse provstis øvrige sogne.
Mange kirker har et lystræ eller en lysglobe. Antvorskov Kirke har et lyskors placeret på gulvet.
- Alteret
- Døbefont
- Lysvirkning fra vinduer
- Lyskorset

## Kirkeskibe
Kirkeskibet Elben er udført af maler Ove Andersen, Slagelse, og doneret af Marineforeningens Slagelse afdeling.
Vikingeskibet, der hænger i sognegårdens gang, er fremstillet af spåner fra udfærdigelsen af alterkorset til vandrekirken. Alterkorset, der nu hænger i sognegårdens mødesal, er skåret af egetømmer fra det nedrevne kloster. Både det gamle alterkors og vikingeskibet er udført i 1991 af major Ejler Havmøller Sørensen.